# Stazione di Saint-Jean de Maurienne-Vallée de l'Arvan
La stazione di Saint-Jean-de-Maurienne-Vallée de l'Arvan è una stazione ferroviaria francese sulla linea da Culoz a Modane, ubicata vicino al luogo in cui l'Arvan confluisce nell'Arc a nord e vicino al centro cittadino di Saint-Jean-de-Maurienne, nel dipartimento della Savoia, nella regione Auvergne-Rhône-Alpes. La stazione è gestita dalla Société Nationale des Chemins de fer Français.

## Storia
La stazione è stata realizzata dalla Società Vittorio Emanuele e inaugurata il 20 ottobre 1856 quando è stato aperto all'esercizio il tratto tra Aix-les-Bains (Choudy) e Saint-Jean de Maurienne. La stazione è antrata a far parte della rete ferroviaria francese l'11 giugno 1860, data ufficiale dell'annessione della Savoia alla Francia in seguito al Trattato di Torino.

## Strutture e impianti
La stazione, dotata tre binari passanti e due banchine, è ubicata ad un'altitudine di 536 metri s.l.m. al chilometro (PK) 208+088 della linea da Culoz a Modane, tra le stazioni passanti di Saint-Avre-La Chambre e Saint-Michel-de-Maurienne-Valloire. Il fabbricato viaggiatori, demolito nell'agosto 2022 con biglietterie, aperto tutti i giorni, era dotato in particolare di distributori automatici per l'acquisto di titoli di trasporto TER, di un servizio oggetti smarriti, di una sala d'attesa, di un punto di ristoro e di attrezzature per persone a mobilità ridotta; un sottopassaggio permette l'attraversamento dei binari e il passaggio da una banchina all'altra.
In direzione Saint-Avre si trova il deposito locomotive e, in direzione Saint-Jean de Maurienne si trovano lo scalo merci e lo scalo di smistamento per i treni merci. Lo scalo merci, che ha funzioni di interporto, è anche un punto di sosta per i treni navetta per auto dell'autostrada ferroviaria alpina.
All'esterno della stazione un parcheggio per le biciclette e un parcheggio per i veicoli e un'autostazione.

### Nuova stazione
Nell'ambito dei lavori per il progetto Torino-Lione, nel giugno 2022 è entrato in servizio un nodo di interscambio multimodale transitorio prima della demolizione del fabbricato della vecchia stazione. 
Una nuova stazione internazionale a servizio dell'attuale linea e della futura linea TGV è prevista per il 2030.
Nel 2022 la stazione degli autobus è stata spostata a ovest della vecchia stazione, nel nuovo hub di scambio multimodale.

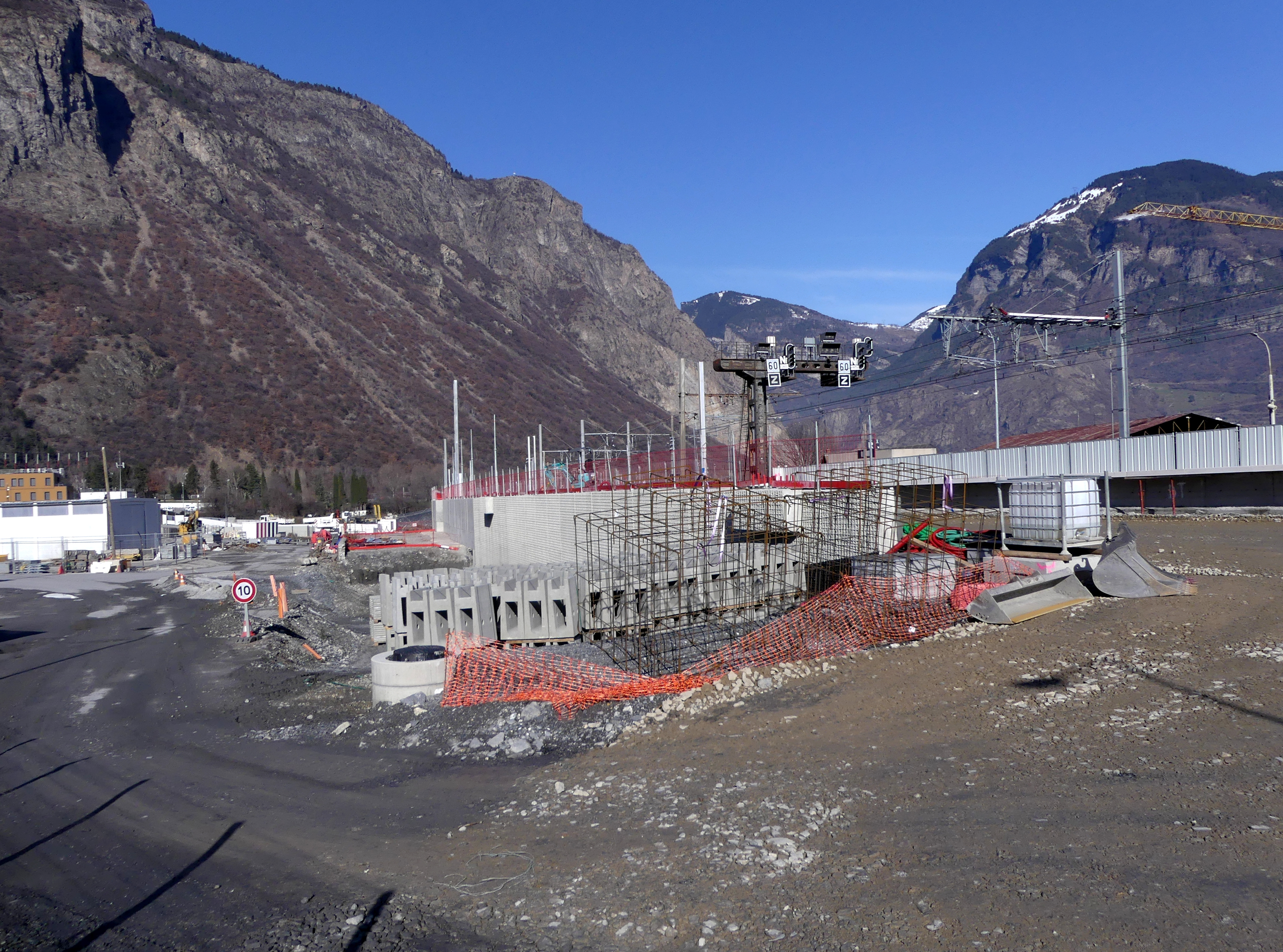
Il cantiere di costruzione della nuova stazione

## Movimento
La stazione è servita da un TGV che collega giornalmente Parigi Gare de Lyon a Milano Porta Garibaldi, a cui si aggiunge un TGV per Modane nel stagione invernale (da dicembre ad aprile) ed estiva (a luglio e agosto), nonché dai treni TER Auvergne-Rhône-Alpes che effettuano servizio tra le stazioni di Lyon-Part-Dieu, o da Chambéry - Challes-les- Eaux, e Modane.

## Servizi
La stazione disponeva di:
- Biglietteria a sportello
- Biglietteria automatica
- Sala d'attesa
- Servizi igienici
- Bar
- Ristorante
- Sottopassaggio pedonale
- Accesso disabili
- Parcheggio automobili
- Parcheggio biciclette

## Interscambi
- Autostazione
- Stazione taxi